# Геги
Геги (алб. Gegët) — одна з двох основних субетнічних груп албанців, що живуть на півночі Албанії від річки Шкумбіні. Також має діаспору. 

## Мова
Розмовляють переважно на гегському діалекті албанської мови. 

## Релігія
Віряни — мусульмани та католики. Католицьку громаду в Албанії складають головним чином геги-християни.